# Синагога Ахрида
Синагога Ахрида (позната и као Охридска синагога; тур. Ahrida Sinagogu) јеврејски је храм који се налази у Истанбулу, у градској четврти Балат (Турска).
Овај објекат је био изграђен у 15. веку од стране Јевреја пореклом из Охрида, Северна Македонија, који су имигрирали у Османско царство. Синагога је једна од две које се налазе на Златном Рогу, полуострву где је смештен Истанбул.
У тексту о њеној историји, најчешће се за синагогу користило име Ахрида — Охрид, у вези са именом града. Јевреји су у Истанбул дошли са Иберијског полуострва 1492. године, за време Реконкиста. 
Објекат је реновиран 1992, поводом 500. годишњице доласка Јевреја у Османско царство. 